# Prom-asaurus
Prom-asaurus is de negentiende aflevering van de Amerikaanse televisieserie Glee, die op 22 juli 2012 in Nederland voor het eerst door RTL 5 werd uitgezonden. Het werd geschreven door Ryan Murphy en geregisseerd door Ian Brennan.

## Verhaallijn
Het McKinley High schoolhoofd Figgins (Iqbal Theba) heeft een gesprek met Brittany (Heather Morris) omdat ze niet effectief is als bovenbouwvoorzitter en vertelt haar dat hij overweegt om haar van de positie af te halen. Als gevolg hiervan belooft Brittany het komende schoolbal tot een onvergetelijke ervaring te maken. Ze besluit dat het bal een dinosaurus-thema zal hebben en legt een verbod op haargel, wat Blaine (Darren Criss), een veelvuldig gebruiker van haargel, van streek maakt.
Sue (Jane Lynch) maakt de drie finalisten voor de balkoning en -koningin bekend. Dit zijn Finn (Cory Monteith) en Brittany in de categorie koning, en Santana (Naya Rivera) en Quinn (Dianna Agron) voor koningin. Becky Jackson (Lauren Potter) is erg boos dat ze niet is genomineerd. Rachel (Lea Michele) is verbaasd nadat ze een poster ontdekt waarop Finn en Quinn als koppel zich kandidaat stellen. Ze confronteert hem, boos dat haar verloofde op het bal zal dansen op het bal met Quinn -zijn ex-vriendin- in plaats van met haar. Inmiddels heeft Quinn vooruitgang geboekt bij haar fysieke therapie, die ze met Joe's (Samuel Larsen) steun volgt, en heeft weer een deel van haar vermogen om te lopen terug. Ze vraagt Joe om dit geheim te houden tot na het bal. Als Finn later de in een rolstoel gebonden Quinn misbruik ziet maken van haar rolstoel om een stem te winnen begint hij te twijfelen aan hun gezamenlijke campagne.
Na het bespreken van haar twijfels over het bal met Blaine en Kurt (Chris Colfer), besluit Rachel om een anti-schoolbal feestje te geven in een hotel. Puck (Mark Salling), die nog steeds neerslachtig is na het zakken voor een examen dat hij nodig had om om af te studeren, is het ermee eens en besluit om te gaan, net als een nog steeds boze Becky. Het feest begint ongemakkelijk, waarbij Becky het "de ergste anti-schoolbal ooit" noemt.
Ondertussen op het bal ziet Finn Quinn opstaan in het toilet en is boos omdat hij haar verkoos boven Rachel vanwege haar handicap. Quinn smeekt Finn om te blijven voor hun verplichte dans, waarmee hij akkoord gaat, maar tijdens de dans probeert hij haar op te laten staan. Joe confronteert Finn en Sue dreigt om hem uit het bal te zetten. Finn verlaat het bal op vrijwillige basis. Hij komt bij de anti-schoolbal feestje aan en vraagt Rachel en de anderen om samen met hem naar het bal terug te keren. Rachel stemt hiermee in, net als Kurt en Blaine, maar Puck en Becky blijven achter. Becky vertelt Puck over haar wens om balkoningin te zijn, en hij besluit zichzelf en Becky te kronen als de koning en koningin van de anti-schoolbal, met zelfgemaakte kronen uit een bierdoos. Het koppel keert terug naar het schoolbal.
Rachel verontschuldigt zich aan Quinn op het McKinley en vertelt Quinn dat ze heeft gestemd op haar en dat ze blij is dat ze vrienden zijn. Santana en Quinn tellen de stemmen en ontdekken dat Brittany 4 stemmen heeft en Finn dus wint als balkoning. Quinn heeft Santana verslagen met een enkele stem meer. Ondanks dat ze beiden van de titel droomde, spannen ze samen. Nadat Finn wordt aangekondigd als balkoning, wordt Rachel als winnaar omgeroepen als balkoningin. Finn en Rachel dansen op "Take My Breath Away", gezongen door Quinn en Santana. Quinn verrast het publiek door wankel op staan tijdens de voorstelling.

## Muziek
| Titel                       | Versie Gecoverd          | Uitgevoerd door                                                |
| --------------------------- | ------------------------ | -------------------------------------------------------------- |
| "Big Girls Don't Cry"       | Fergie                   | Rachel Berry, Kurt Hummel en Blaine Anderson                   |
| "Dinosaur"                  | Ke$ha                    | Brittany Pierce en de Cheerios                                 |
| "Love You Like a Love Song" | Selena Gomez & the Scene | Santana Lopez met Brittany Pierce en Tina Cohen-Chang          |
| "What Makes You Beautiful"  | One Direction            | Sam Evans, Rory Flanagan, Mike Chang, Artie Abrams en Joe Hart |
| "Take My Breath Away"       | Berlin                   | (Quinn Fabray en Santana Lopez)                                |